# Adam Pally
Adam Saul Pally (ur. 18 marca 1982 w Nowym Jorku) – amerykański aktor, komik, scenarzysta i producent.

## Życiorys
Urodził się w Nowym Jorku w rodzinie żydowskiej jako syn Caryn Pally, która zarządzała praktyką w Florham Park w New Jersey, i doktora Stevena Pally, internisty i właściciela własnego gabinetu lekarskiego. Wychowywał się w Nowym Jorku, Chicago i New Jersey wraz z dwiema siostrami – Ericą i Risą. W 2004 ukończył nowojorską The New School.
Od 2002 występował w improwizacyjnych i skeczowych komedii w Upright Citizens Brigade Theatre (UCBT) w Nowym Jorku. Na scenie w Los Angeles grał w spektaklach takich jak Death by Roo Roo i ASSSSCAT 3000. Jest członkiem grupy komediowej Chubby Skinny Kids z komikami Danem Gregorem i Dougiem Mandem. Pally jest także częścią improwizowanej grupy Hot Sauce z Gilem Ozerim i Benem Schwartzem. W 2018 debiutował na scenie off-Broadwayu w roli Jeffa Torma w przedstawieniu Kardynał z Anną Chlumsky.
3 lipca 2008 ożenił się z Daniellą Anne Pally (z domu Liben). Mają dwóch synów – Cole’a (ur. 2012) Drake’a (ur. 2017) oraz córkę Georgię Grace (ur. 2013).

## Filmografia
Filmy
- 2009: Zdobyć Woodstock (Taking Woodstock) jako Artie Kornfeld
- 2009: Człowiek sukcesu (Solitary Man) jako zirytowany student
- 2012: 3, 2, 1... Frankie w sieci (3,2,1... Frankie Go Boom) jako Brian
- 2013: Iron Man 3 jako Gary
- 2013: Do zaliczenia (The To Do List) jako Chip
- 2016: Co ty wiesz o swoim dziadku? (Dirty Grandpa) jako Nick
- 2017: Grupa wsparcia (Band Aid) jako Ben
- 2020: Sonic. Szybki jak błyskawica (Sonic the Hedgehog) jako Wade Whipple
- 2022: Sonic 2. Szybki jak błyskawica (Sonic the Hedgehog 2) jako Wade Whipple

Seriale
- 2007–2011: Californication jako młody Hollywood Douchebag
- 2008: The Colbert Report jako Maverick Bully
- 2011: Best Friends Forever jako Joe
- 2011–2013: Happy Endings jako Max Blum
- 2013–2017: Świat według Mindy (The Mindy Project) jako dr Peter Prentice
- 2014–2015: Randy Cunningham: Nastoletni ninja jako Plap Plap (głos)
- 2015: BoJack Horseman jako Trip (głos)
- 2015–2017: Zwyczajny serial (Regular Show) jako imprezowy koń #42699 (głos)
- 2016: Lady Dynamite jako Chad
- 2016–2020: Amerykański tata (American Dad!) – głos
- 2017: Zwierzęta (Animals.) jako Max (głos)
- 2017: Jak się robi historię (Making History) jako Dan Chambers
- 2019: The Mandalorian jako żołnierz motocyklowy nr 2
- 2021: Kacze opowieści (DuckTales) jako Kit Cloudkicker (głos)